# Tösen från Stormyrtorpet
Tösen från Stormyrtorpet – szwedzki niemy film dramatyczny z 1917 roku, w reżyserii Victora Sjöströma stworzony na podstawie powieści o tym samym tytule autorstwa Selmy Lagerlöf. Film był pierwszym z serii adaptacji powieści Lagerlöf, których produkcja stała się możliwa dzięki porozumieniu zawartemu pomiędzy Lagerlöf a AB Svenska Biografteatern (później AB Svensk Filmindustri), w którym autorka wyraziła zgodę na adaptację jednej książki rocznie. Uprzednio Lagerlöf przez wiele lat odmawiała zgody na adaptację jej powieści, zdecydowała się ją udzielić dopiero po obejrzeniu filmu Terje Vigen w reżyserii Sjöströma.
W Stanach Zjednoczonych film wydano pod tytułem The Girl from the March Croft, a w Wielkiej Brytanii The Woman He Chose. Jednak najczęściej używany jest tytuł The Lass from the Stormy Croft z powodu jego podobieństwa do oryginalnego, szwedzkiego tytułu. W późniejszym czasie wyprodukowano jeszcze sześć innych adaptacji książki: niemiecką i turecką w 1935, fińską w 1940, kolejną szwedzką w 1947, duńską (Husmandstøsen) w 1952 oraz kolejną niemiecką w 1958 roku.

## Obsada
- Greta Almroth – Helga Nilsdotter
- William Larsson – Ojciec Helgi
- Thekla Borgh – Matka Helgi
- Lars Hanson – Gudmund Erlandsson
- Hjalmar Selander – Erland Erlandsson
- Concordia Selander – Ingeborg Erlandsson
- Karin Molander – Hildur Persson
- Georg Blomstedt – Erik Persson
- Jenny Tschernichin-Larsson – Matka Hildur
- Gösta Cederlund – Per Mårtensson
- Edla Rothgardt – Pani Mårtensson
- Nils Ahrén – Sędzia